# Romain Détraz
Romain Détraz (Gryon, 21 dicembre 1993) è uno sciatore freestyle svizzero.

## Palmarès

### Coppa del Mondo
- Miglior piazzamento nella Coppa del Mondo di ski cross: 10º nel 2019
- 4 podi:
  - 1 vittoria
  - 1 secondo posto
  - 2 terzi posti

#### Coppa del Mondo - vittorie
| Data             | Località | Paese    | Specialità |
| ---------------- | -------- | -------- | ---------- |
| 13 dicembre 2019 | Arosa    | Svizzera | SX         |

Legenda:

SX = Ski cross